# 豹斑玉螺
豹斑玉螺（学名：Notocochlis tigrina），是异足目玉螺科玉螺属的一种。主要分布于印度尼西亚、中国大陆、台湾，常栖息在泥沙海滩、蚵田及浅海底、潮间带至水深10米。